# اعتیاد به اینترنت
اعتیاد به اینترنت یا در سطحی وسیع‌تر استفاده بیش از حد از اینترنت و رایانه یا تبلت و گوشی در زندگی و وابستگی به آن به صورتی که در انجام کارهای روزانه مشکلاتی پیش آید. این اختلال گونه‌ای از مشکلات روانی محسوب می‌شود که البته این طبقه‌بندی همچنان مورد تحقیق و بررسی است. فعالیت آنلاین افراد مبتلا به این اختلال می‌تواند انجام بازی‌های رایانه‌ای، وبلاگنویسی ها، پورنوگرافی، شبکه‌های اجتماعی یا خرید اینترنتی باشد. مخالفان این نظریه اعتقاد دارند که این نوعی عادت و رفتاری تکراری است و گونه‌ای از اعتیاد محسوب نمی‌شود؛ ولی بیشتر مردم به این چیز ها اعتیاد اینترنتی میگویند.